# Stelletta debilis
Stelletta debilis är en svampdjursart som beskrevs av Thiele 1900. Stelletta debilis ingår i släktet Stelletta och familjen Ancorinidae. Utöver nominatformen finns också underarten S. d. stenospiculata.